# Marius Căta-Chițiga
Marius Căta-Chițiga (ur. 13 lutego 1960 w Timișoarze) – rumuński siatkarz, reprezentant Rumunii, brązowy medalista igrzysk olimpijskich (1980).
Piłkę siatkową zaczął uprawiać w 1972 roku w szkole sportowej w rodzinnym mieście, Timișoarze. W 1974 roku został mistrzem Rumunii w kategorii juniorów. W 1977 roku został zawodnikiem klubu Dinamo Bukareszt, z którym dziesięciokrotnie sięgnął po tytuł mistrza Rumunii. W 1979 roku zwyciężył w Pucharze CEV.
W 1980 roku zdobył brązowy medal olimpijski w turnieju siatkówki halowej mężczyzn na igrzyskach olimpijskich w Moskwie. W turnieju tym rozegrał trzy mecze – w fazie grupowej przeciwko Polsce (przegrana 1:3) i Brazylii (wygrana 3:1) oraz w półfinale przeciwko ZSRR (przegrana 0:3).